# Пекельний вампір
Пекельний вампір (Vampyroteuthis infernalis) — невеликий глибоководний головоногий молюск, трапляється в помірних та тропічних водах. Виділений в окремий ряд Vampyromorphida.

## Будова тіла

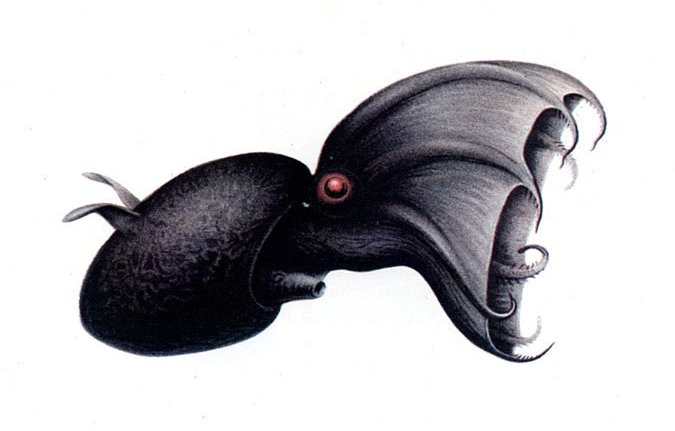
Vampyroteuthis infernalis

Середня довжина тіла 15 см, максимальна не перевищує 30 см. Має 8 щупалець, які з’єднані між собою перетинками. Присоски є тільки на кінцях щупалець, на ділянках, які з’єднані перетинками присоски перетворились на м’які вусики. На відміну від інших головоногих, пекельний вампір має чутливі філаменти, які можуть втягуватись. В передній частині мантії є пара вухоподібних виростів, які виконують роль плавців. Махаючи ними наче крилами, тварина пересувається. Очі прозорі, діаметром до 2,5 см, за співвідношенням розміру тіла та очей, молюск має найбільші очі серед усіх тварин. Також на голові знаходяться фоторецептори, за допомогою яких молюск здатний бачити рух, який відбувається зверху. Мускулатура розвинена слабко, молюск малорухливий, але в разі небезпеки здатний до різких хаотичних рухів. Тканини насичені аміаком, який забезпечує плавучість тварини. На тілі є органи, що генерують світло — фотофори. Зябра мають велику площу поверхні. Кров’яний пігмент — гемоцианін (містить в своєму складі мідь), завдяки якому кров має блакитний відтінок. Забарвлення змінюється від червоного до фіолетового, очі — від червоного до блакитного. Дзьоб білого кольору.

## Спосіб життя
Молюск живе на глибинах 400—1000 м, в умовах дефіциту кисню (його вміст близько 3%). Живиться дрібними ракоподібними та кнідаріями. Слугує їжею для китів, ластоногих та крупних глибоководних риб. У разі небезпеки починає хаотично рухатись, крім цього використовує фотофори, які знаходяться на кінчиках щупалець генерують блакитне світло та відволікають увагу, при цьому атака хижака може закінчитись лише втратою частини щупальця. Також як захисну реакцію пекельний вампір може вивертати купол зі щупалець та перетинок, візуально збільшуючи таким чином свої розміри. В критичних ситуаціях молюск випускає хмару біолюмінісцентного слизу, який здатний світитися до 10 хвилин, за цей час тварина тікає.

## Розмноження
Оскільки пошук партнера утруднюється темрявою та невеликою щільністю популяції, зустріч двох особин протилежної статі є випадковою подією, самиці виробили здатність довгий час зберігати сперматофори самця, в своєму тілі. З моменту отримання сперматофору до запліднення може пройти значний проміжок часу. Розвиток яєць після запліднення триває близько 400 діб у тілі самиці. Таким чином даному виду властива турбота про потомство. Після появи молоді самиця гине. Молодь яка з’явилась з яєць має розміри до 8 мм та за будовою нагадує дорослих особин. Молоді молюски живляться органічними рештками, які падають зверху. 